# 이유태선생유고
이유태선생유고(李惟泰先生遺稿)는 대한민국 충청남도 공주시 상왕동 공주대학교 박물관에 있는 조선 시대 이유태 선생의 유고이다. 1988년 8월 30일 충청남도의 문화재자료 제302호로 지정되었다.

## 개요
이유태선생유고(李惟泰先生遺稿) 초려수고(草廬手稿)는 전체 25권으로 「초려선생유고(草廬先生遺稿)」, 「가정문답(家庭問答)」, 「초려선생년보(草廬先生年譜)」, 「(초려)행장초(行狀草)」, 「사례홀기(四禮笏記)」이며, 초려가 직접 쓴 수필본이 포함되어 있다.
이중 유고 17권은 초려가 남긴 글을 모은 것이고, 가정문답은 ‘사서답문(四書答文)’이라고도 하는데, 사서에 대한 제자들의 질문에 해석을 가한 것이다, 년보와 행장초는 초려의 가계와 생애를 시간 순으로 기록한 것이며, 사례홀기는 관혼상제례의 절차로 예학의 대가였던 이유태의 사상을 그대로 담고 있다.
이유태는 본관은 경주, 호는 초려, 조선현종 때의 학자로서, 사계 김장생에게 학문을 배웠으며, 예학에 이름이 높았다. 현종 15년 제2차 예송논쟁이 일어나자 남인의 배척을 받아 유배되기도 하였다. 말년에 충청도 공주에서 후학을 가르치고 독서로 생을 마감하였다.

## 같이 보기
- 이유태

## 참고 문헌
- 이유태선생유고 - 국가유산청 국가유산포털